# Jókai (hajó)
A Jókai a Balaton harmadik legidősebb (2025-ben pontosan 112 éves) gőzhajója. 1913-ban építette az Óbudai Hajógyár Siófokon, túlélte a két világháborút, egy elsüllyesztést, a nagy gazdasági világválságot és többszöri kiselejtezést. 

## Története
Megrendelője a Balatontavi Gőzhajózási Rt. 1913-ban, építése után darabokban szállították Siófokra, ott szerelték össze a Sió bal partján. 1913. június 28-án keresztelték meg, a próbaútja július 2-án volt. 1944. október 31-én Vonyarcvashegynél akna robbant mellette, de túlélte. 1945. március 23-án a német csapatok elsüllyesztették. 1946-os kiemelése után 1948-ban újra szolgálatba állt a Balatoni Hajózási Vállalat által. Hét év múlva, 1955-ben a BHV beolvadt a létrejövő Mahartba. 1963-64-ben átépítették motoros hajóvá egy használt német Buckau-Wolf hathengeres dízelmotorral. 
A hetvenes évek végén selejtezték, majd a Körösök partvidékére került. Egy úttörőtábor használta étkezőnek, de többszöri tulajdonosváltás után teljesen tönkrement, és roncs lett. Egy jegesedés során partra futott, és úgy maradt. 
1998-ban Vanyolai Sándor vásárolta meg a leamortizált hajótestet, és megkezdte az újjáépítést. Kurusa Sándor tervei alapján új külsőt kapott és a huszonegyedik század elvárásainak megfelelő felépítést, vendégteret. 2002-ben közúton szállították a Balatonra, ahol 2003-ban a Vanyolai Hajózási Kft.-nél állt újra szolgálatba. 2024-ben visszakerült korábbi tulajdonosához, a Balatoni Hajózási Zrt.-hez, zöld festését pedig fehérre cserélték.
Rendszeresen otthont ad esküvőknek, leánybúcsúknak és egyéb rendezvényeknek.